# Erick Barrondo
Erick Bernabé Barrondo García (San Cristóbal Verapaz, 14 juni 1991) is een Guatemalteeks snelwandelaar, die zowel 20 als 50 kilometer loopt. Hij nam tweemaal deel aan de Olympische Spelen en won hierbij eenmaal een zilveren medaille.

## Biografie
Barrondo begon als langeafstandloper, in de voetstappen van zijn ouders tredend. Door een blessure was hij echter genoodzaakt de lange afstand aan de kant te zetten en begon hij als vorm van revalidatie te snelwandelen. Dit beviel hem en hij besloot vervolgens zich helemaal te focussen op het snelwandelen en niet meer verder te gaan met het langeafstandlopen, met behulp van de Cubaanse coach Rigoberto Medina. Door in enkele continentale toernooien vervolgens goed te presteren werd hij geselecteerd om Guatemala te vertegenwoordigen op de wereldkampioenschappen van 2011, samen met Jamy Franco, tevens snelwandelaar. Hij eindigde op een tiende plaats met 1:22.08. In 2011 finishte Barrondo als eerste bij de Pan-Amerikaanse Spelen in een tijd van 1:21.51, een persoonlijk record.
Barrondo maakte historie door bij de 20 km snelwandelen op de Olympische Spelen van 2012 in Londen de eerste medaille voor Guatemala ooit te winnen. Met slechts een achterstand van elf seconden eindigde hij in 1:18.57 achter de Chinees Chen Ding, die een olympisch record liep. Op de 50 km snelwandelen werd hij echter gediskwalificeerd. Eenzelfde lot trof hem een jaar later op de WK in Moskou, ditmaal op de 20 km.

## Titels
- Pan Amerikaanse Spelen kampioen 20 km snelwandelen - 2011

## Persoonlijke records
| Onderdeel             | Prestatie | Datum            | Plaats              |
| --------------------- | --------- | ---------------- | ------------------- |
| 10.000 m snelwandelen | 40.10,73  | 25 oktober 2013  | Ciudad de Guatemala |
| 10 km snelwandelen    | 40.04     | 5 september 2015 | Katowice            |
| 20 km snelwandelen    | 1:18.25   | 18 maart 2012    | Lugano              |
| 35 km snelwandelen    | 2:32.26   | 11 augustus 2012 | Londen              |
| 50 km snelwandelen    | 3:41.09   | 23 maart 2013    | Dudince             |

## Palmares

### 20 km snelwandelen
- 2011:  Pan-Amerikaanse Spelen - 1:21.51
- 2011: 10e WK - 1:22.08[1]
- 2012:  OS - 1:18.57
- 2012: DQ Wereldbeker
- 2013: DQ WK
- 2014: DQ Wereldbeker
- 2016: 50e OS - 1:27.01

### 50 km snelwandelen
- 2012: DQ OS
- 2015: DQ WK